# Unione Sportiva Centese 1948-1949
Questa voce raccoglie le informazioni riguardanti l'Unione Sportiva Centese nelle competizioni ufficiali della stagione 1948-1949.

## Rosa
| N. |                   | Ruolo | Calciatore        |
| -- | ----------------- | ----- | ----------------- |
|    | Italia (bandiera) | A     | Bagnoli           |
|    | Italia (bandiera) | C     | Ballanti          |
|    | Italia (bandiera) | C     | R. Barbieri       |
|    | Italia (bandiera) | A     | Alberto Baruzzi   |
|    | Italia (bandiera) | A     | Francesco Boriani |
|    | Italia (bandiera) | C     | L. Cavara         |
|    | Italia (bandiera) | D     | Corradi           |
|    | Italia (bandiera) | A     | Carlo Forghieri   |

| N. |                   | Ruolo | Calciatore        |
| -- | ----------------- | ----- | ----------------- |
|    | Italia (bandiera) | D     | Antonio Gamberini |
|    | Italia (bandiera) | A     | Silvio Naldi      |
|    | Italia (bandiera) | D     | Parmeggiani       |
|    | Italia (bandiera) | C     | U. Rimondi        |
|    | Italia (bandiera) | C     | Stefanini         |
|    | Italia (bandiera) | C     | Testoni           |
|    | Italia (bandiera) | P     | Zucchini          |